# ハイケ・マカチュ
ハイケ・マカチュ（Heike Makatsch、1971年8月13日 - ）は、ドイツ・デュッセルドルフ出身の女優。

## 来歴
父親はアイスホッケーの選手であった。デュッセルドルフ大学で政治学・社会学を2年間学んだ後、仕立て屋に見習いで入る。
1993年からテレビに出始め、ドイツでMTVの司会を務めたこともある。歌手でもあり、4枚ほどアルバムを出している。
1997年のフランス・ドイツ合作映画『Obsession』で共演したイギリス人俳優のダニエル・クレイグと交際していたが、2004年に別れている。現在はベルリン在住。2007年1月、ドイツのミュージシャンとの間に女の子が生まれ、現在二女の母親である。

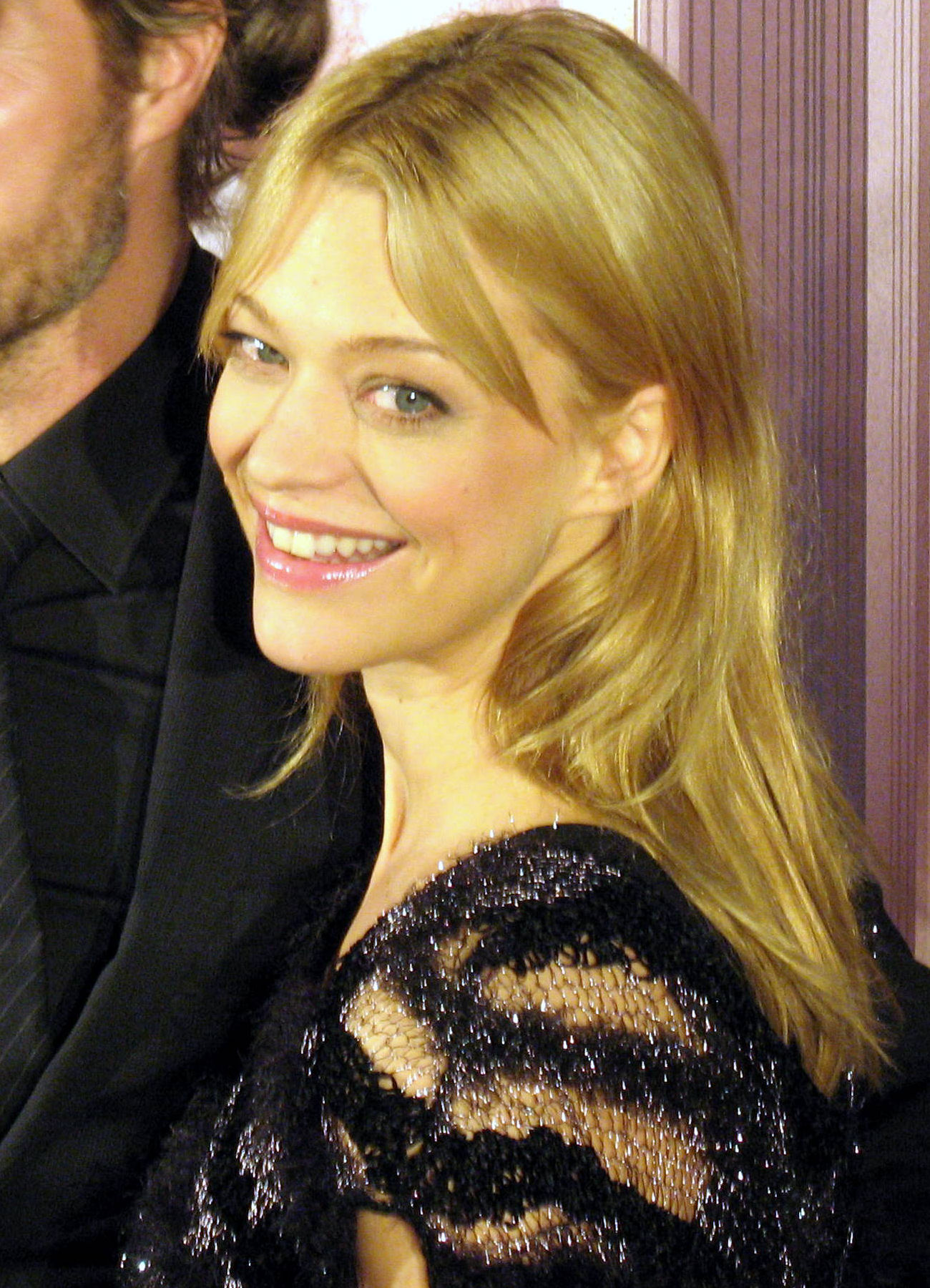
マカチュ（2009年11月）

社会活動にも熱心で、2006年にはオックスファムの一員としてガーナを訪問した。オックスファム大使も務める。第58回ベルリン国際映画祭ではアムネスティ・インターナショナル代表として審査委員会の一員を務めた。

## 主な出演作品
| 公開年 | 邦題 原題                                                                         | 役名                         | 備考       |
| ------ | --------------------------------------------------------------------------------- | ---------------------------- | ---------- |
| 1998   | アム・アイ・ビューティフル? Bin ich schön?                                        | ヴェラ                       |            |
| 2001   | バイオハザード Resident Evil                                                      | リサ・アディソン             |            |
| 2003   | アナトミー2 Anatomie 2                                                            | ビクトリア                   |            |
| 2003   | ラブ・アクチュアリー Love Actually                                                | ミア                         |            |
| 2003   | ダーク・プレイス Das Wunder von Lengede                                           | レナーテ                     | テレビ映画 |
| 2005   | サウンド・オブ・サンダー A Sound of Thunder                                       | アリシア                     |            |
| 2005   | Against All Odds テディ・ベア誕生物語 ～全ての困難を乗り越えて～ Margarete Steiff | マルガレーテ・シュタイフ     |            |
| 2009   | Hilde                                                                             | ヒルデガルト・クネフ         |            |
| 2009   | 女医ホープ ～私はあきらめない～ Dr. Hope - Eine Frau gibt nicht auf               | ホープ・ブリッジス・アダムス | テレビ映画 |
| 2009   | ザ・ドア 交差する世界 Die Tür                                                     | ジア                         |            |

## 参照御
1. ↑  https://www.imdb.com/name/nm0538443/bio/